# Amsterdamský barokní orchestr a sbor

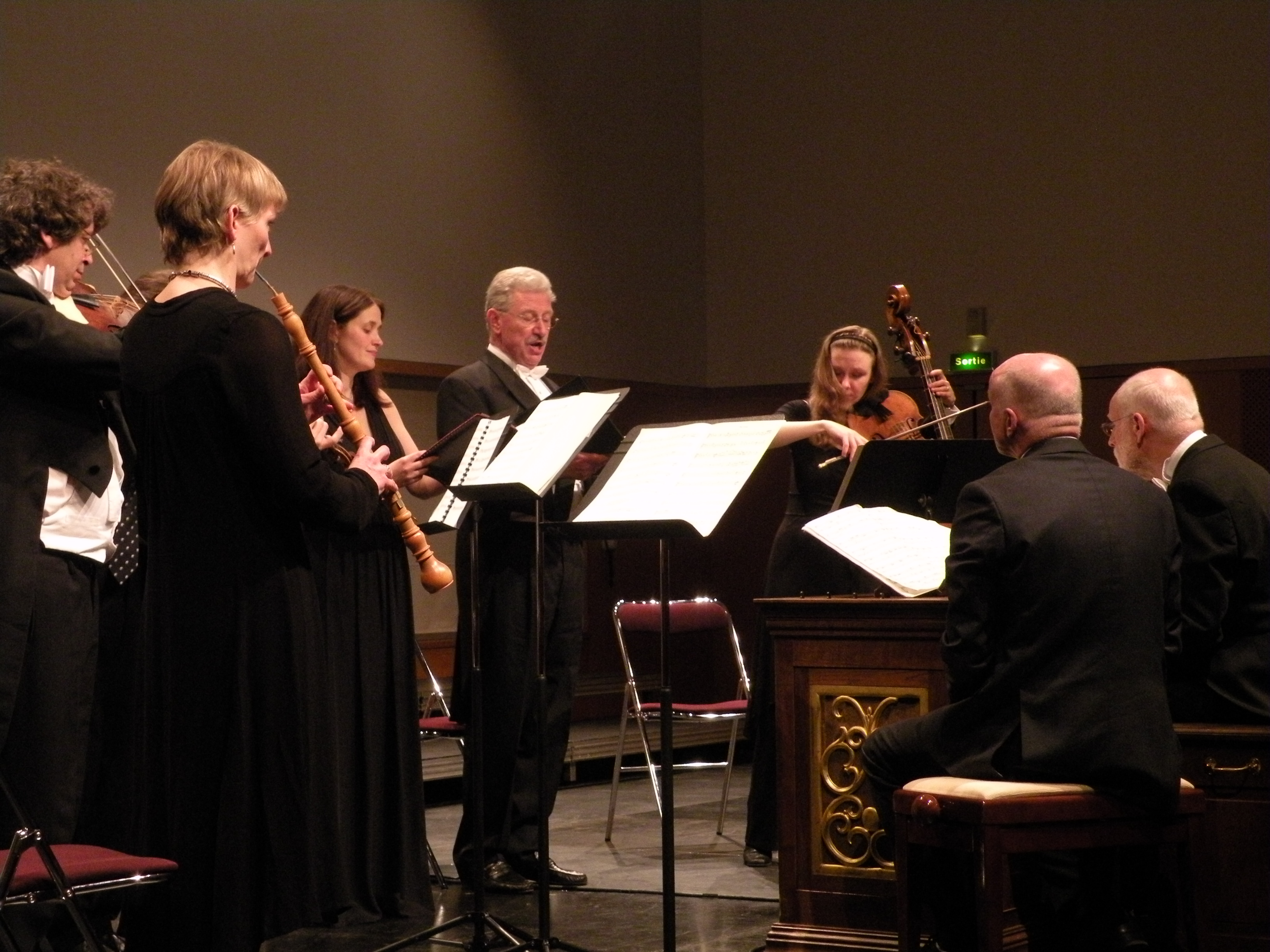
Amsterdam Baroque Orchestra, 2009

Amsterdamský barokní orchestr a sbor (Amsterdam Baroque Orchestra & Choir) je soubor specializující se na autentickou interpretaci barokní hudby.
V roce 1979 byl Tonem Koopmanem založen orchestr a v roce 1992 sbor. Cembalista, varhaník a dirigent Ton Koopman, který soubor vede, s ním natočil řadu nahrávek.